# Euceros schizophrenus
Euceros schizophrenus là một loài tò vò trong họ Ichneumonidae.